# William E. Simms
William Emmett Simms (* 2. Januar 1822 bei Cynthiana, Kentucky; † 25. Juni 1898 bei Paris, Kentucky) war ein US-amerikanischer Politiker (Demokratische Partei). Er vertrat den Staat Kentucky im US-Repräsentantenhaus sowie während des Sezessionskrieges als Senator im Konföderiertenkongress.
Simms besuchte die öffentlichen Schulen und im Anschluss die Transylvania University in Lexington, wo er 1846 seinen Abschluss an der juristischen Fakultät machte. Im selben Jahr wurde er in die Anwaltskammer aufgenommen und begann in Paris (Bourbon County) zu praktizieren. Während des Mexikanisch-Amerikanischen Krieges diente er im Rang eines Captain in der US Army.
Seine politische Karriere begann mit der Mitgliedschaft im Repräsentantenhaus von Kentucky zwischen 1849 und 1851. Im Jahr 1858 wurde er für die Demokraten ins Repräsentantenhaus in Washington, D.C. gewählt, dem er vom 4. März 1859 bis zum 3. März 1861 angehörte; die Wiederwahl blieb ihm verwehrt.
Nach Ausbruch des Bürgerkrieges diente Simms von Oktober 1861 bis Februar 1862 als Lieutenant Colonel in der Konföderiertenarmee. Er nahm dort seinen Abschied, weil er zu einem der beiden Senatoren Kentuckys im ersten Konföderiertenkongress berufen worden war. Dieses Amt übte er auch in der zweiten Wahlperiode des Parlaments aus. Zudem war er zeitweise Staatskommissar der Konföderiertenregierung von Kentucky. Diese war jedoch nur ein Schattenkabinett, da Kentucky nicht der Konföderation beigetreten, sondern bei der Union verblieben war.
Nach dem Krieg zog sich William Simms aus der Politik zurück. Bis zu seinem Lebensende betätigte er sich in der Landwirtschaft.